# Мая Шоеф
Мая Шоеф (на иврит: מאיה שואף) е израелска актриса и е известна с ролята си на Зохар Грийн в израелския сериал "Split".

## Биография
Мая Шоеф е родена на 1 май 1988 година в Тел Авив, Израел. Появява се в израелската версия на High School Musical. През 2009 година тя играе второстепенен герой в третия сезон на израелската сапунена опера Champion. През същата година тя получава ролята в израелския телевизионен сериал "Alex Pros and Cons" (на иврит: אלכס בעד ונגד). Тя играе Алекс, която трябва да напише статия за вестник и се влюбва в Йордан, чуждестранен работник от библиотеката.
След това тя получава една от главните роли в израелския сериал "Split". Тя играе Зохар Грийн, дъщеря на директора, в продължение на 4 години.
След това тя заминава в Ню Йорк, за да учи актьорско майсторство, като се дипломира от Stella Adler Studio of Acting през 2013 година. Връща се в Израел през 2014 година и играе в телевизионния сериал "Dead for second".
Мая Шоеф също така е и певица. Тя е една от домакините на Израелския фестивал през 2010.

##### Филмография
2009: Champion (TV series)
2009: Alex pros and cons (TV series)
2009-2012: Split (TV series, 132 episodes)
2012-present: Galis (TV series)
2014: Dead for a second (TV series)